# Fórmula Truck

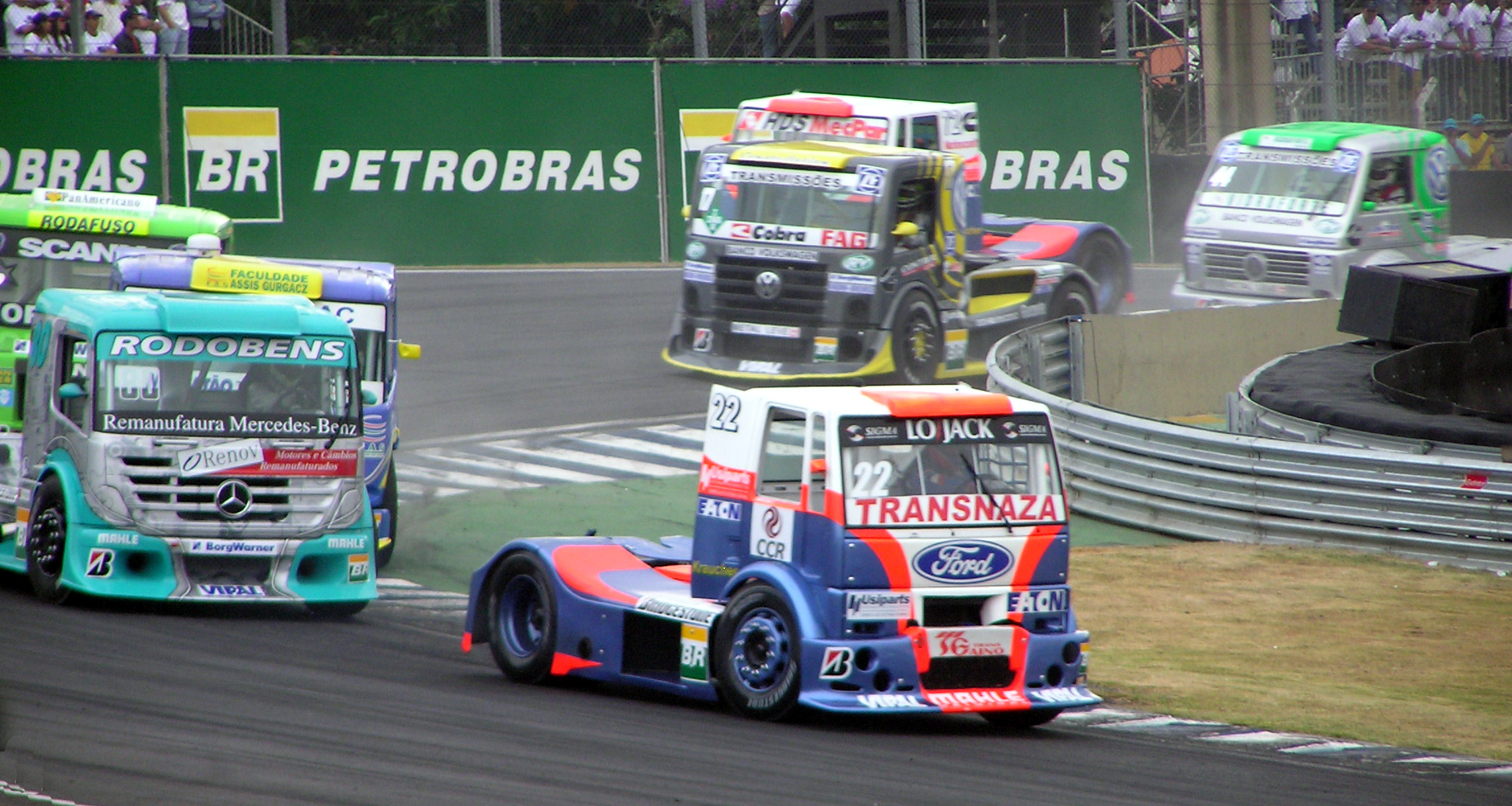
Carrera de Fórmula Truck.

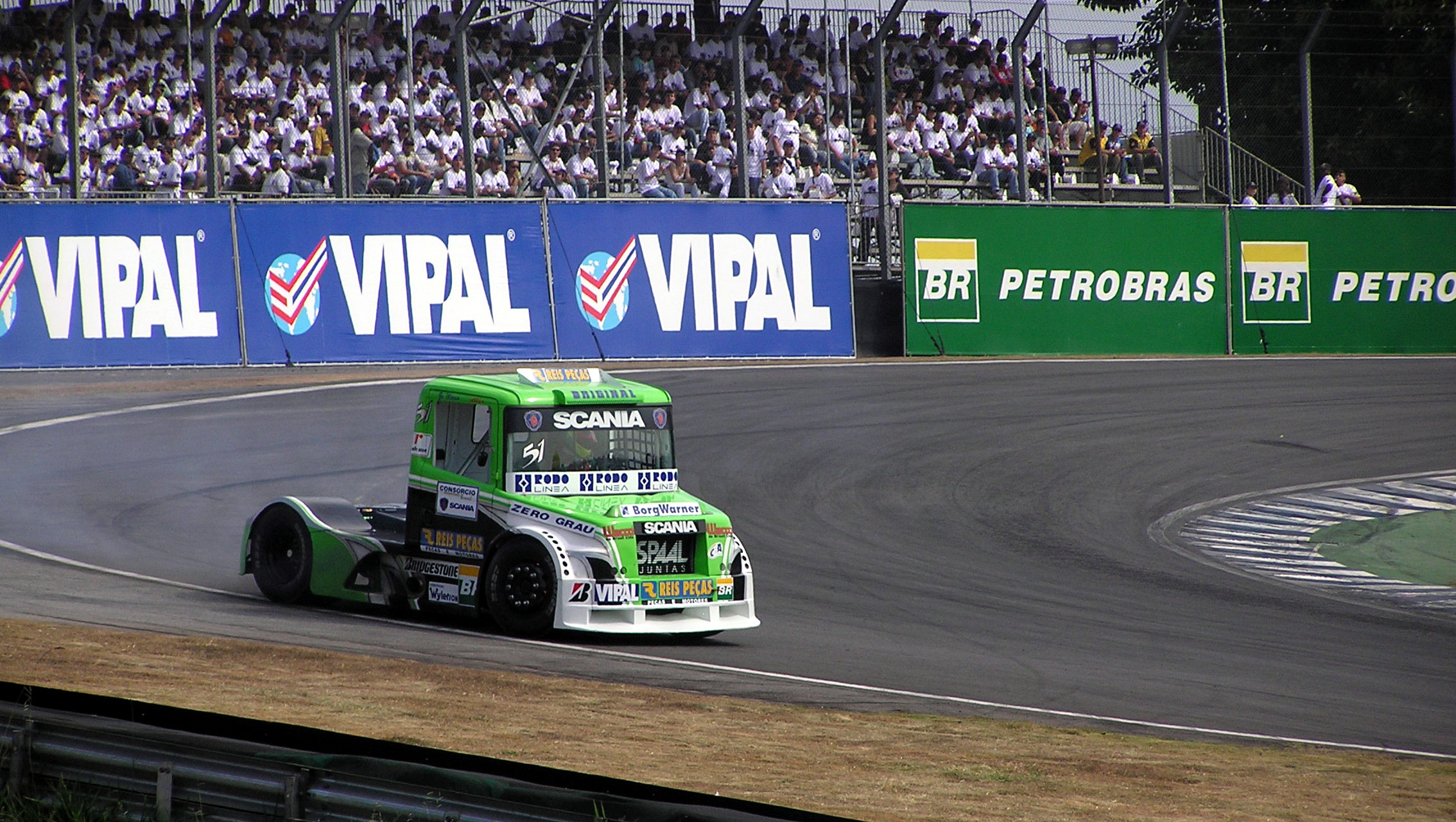
Scania en Fórmula Truck.

La Fórmula Truck es un campeonato de carreras de camiones que se disputó en Brasil entre 1996 y 2017, regresando en 2021. Es uno de los dos campeonato de automovilismos más populares de su país, junto con el Stock Car Brasil. Al igual que el Campeonato de Europa de Camiones, la Fórmula Truck cuenta con equipo oficiales, también compitió en otros países como Argentina y Uruguay en su incursión como campeonato sudamericano.
En 2017 y con el campeonato ya en marcha, la crisis financiera diezmó la cantidad de participantes en grilla, por lo que los directivos determinaron cerrar prematuramente la temporada. Los problemas tuvieron su inicio en la apertura de la temporada, cuando varios equipos y pilotos de gran renombre como Felipe Giaffone, Leandro Totti, Djalma Fogaça, Beto Monteiro y David Muffato dejaron la categoría en descontento con la dirigencia de la misma, creando un campeonato paralelo denominado Copa Truck. En la última etapa de la Fórmula Truck, antes de que desapareciera, fue la marca para el autódromo de Cascavel, en Paraná. El evento, inicialmente programado para el 4 de junio de 2017, terminó siendo cancelado, luego de aplazamientos, y poco se supo de la categoría más tradicional del automovilismo brasileño, iniciada en la década de 1990.
Sin embargo, a finales de 2020, Gilberto Hidalgo, nuevo presidente de la competencia, anunció del regreso de la Formula Truck. Precisó que New Formula Truck volverá en 2021, con nuevos pilotos y una mezcla de camiones que participaron en la competencia anteriormente, y camiones nuevos, desarrollados exclusivamente para la competencia.
Nuevo modelo
El presidente y promotor de la Fórmula Truck, Gilberto Hidalgo, explicó que este nuevo modelo presenta dos categorías con diferencias técnicas entre las camionetas. En la GT Truck, los motores se gestionan electrónicamente y tienen un límite de potencia de 800 hp más un 10%; mientras que en la Fórmula Truck, las camionetas compiten con motores accionados por una bomba de inyección mecánica y una potencia permitida de 700 hp más un 10%.
Hidalgo enfatizó que la potencia del motor está limitada por el reglamento, pero tanto los motores electrónicos como los mecánicos tienen la capacidad técnica de ajustarse hasta 1200 hp. Esta limitación, explicó, se debe a factores como una mayor durabilidad en las carreras y menores costos para pilotos y equipos.
Confianza y Crecimiento en 2022 y 2023
La Fórmula Truck comenzó la temporada 2023 confiada en un crecimiento continuo y en superar los objetivos, tal como sucedió en 2022. El año pasado, la categoría comenzó el campeonato con 18 camiones en la parrilla de salida y terminó con 31.
Él y toda la organización esperan una temporada 2023 muy ajetreada, con un mayor número de camiones en la pista y una asistencia garantizada en las gradas.
Desde su creación a mediados de los 90, la Fórmula Truck se ha destacado como una categoría de automovilismo extremadamente popular. Con este regreso a la pista, el evento buscaba recuperar y mantener la imagen que convirtió las carreras de camiones en un fenómeno en Brasil.
Un poco de História
La Fórmula Truck surgió en Brasil como un evento automovilístico de primer nivel en 1996, aunque la historia de este fenómeno del automovilismo en el país comenzó en 1987 en el autódromo de Cascavel, Paraná.
Bajo el nombre de Copa Brasil de Caminhões (Copa Brasileña de Camiones), la carrera, celebrada durante un fin de semana prolongado por el feriado del 7 de septiembre, fue la única que se celebró debido a un accidente mortal que afectó a uno de los pilotos.
La idea de celebrar carreras de camiones seguía viva en la mente de uno de los organizadores, Aurélio Batista Félix. El joven de Santos, São Paulo, hijo de un camionero, un experto en camiones, un mecánico diésel y un amante de la velocidad, continuó con sus planes y, en enero de 1994, anunció públicamente el proyecto de la Fórmula Truck.
El reto era celebrar carreras en autódromos, lo que se hizo posible al año siguiente gracias a una orden judicial. Las carreras se celebraron en los autódromos de Cascavel y Londrina (Paraná), Tarumã (Rio Grande do Sul) y Goiânia (Goiás).
En 1996, ya con la aprobación de la Confederación Brasileña de Automovilismo (CBA), la entonces nueva categoría celebró su primer Campeonato Brasileño de Fórmula Camiones, cuya carrera inaugural tuvo lugar en Guaporé el 28 de abril de ese año, con 13 camiones en la parrilla.
El 2 de marzo de 2008, Guaporé también albergó la última carrera de Fórmula Camiones bajo el mando de Aurélio. Al final de la carrera, enfermó en el autódromo y, tras someterse a una cirugía de bypass coronario, falleció la tarde del miércoles 6. A partir de entonces, la categoría estuvo al frente de su esposa, Neusa Navarro.

## Campeones

### Campeones Categoría Geral
| Año                      | Piloto                | Marca         | Equipo                        | Neu.         | Ref.         |
| ------------------------ | --------------------- | ------------- | ----------------------------- | ------------ | ------------ |
| 1996                     | Renato Martins        | Scania        | Team Marfran                  | B            | [ 18 ]       |
| 1997                     | Oswaldo Drugovich Jr. | Scania        | Drugovich Auto Peças          | B            | [ 19 ]       |
| 1998                     | Oswaldo Drugovich Jr. | Scania        | Drugovich Auto Peças          | B            | [ 20 ]       |
| 1999                     | Jorge Fleck           | Volvo         | ABF Motorsport                | B            | [ 21 ]       |
| 2000                     | Jorge Fleck           | Volvo         | Thermoid-Melitta-Volvo Racing | B            | [ 22 ]       |
| 2001                     | Wellington Cirino     | Mercedes-Benz | ABF Motorsport                | B            | [ 23 ]       |
| 2002                     | Roberval Andrade      | Scania        | Muffatão Racing               | B            | [ 24 ]       |
| 2003                     | Wellington Cirino     | Mercedes-Benz | ABF Motorsport                | B            | [ 25 ]       |
| 2004                     | Beto Monteiro         | Ford          | DF Motorsport                 | B            | [ 26 ]       |
| 2005                     | Wellington Cirino     | Mercedes-Benz | ABF Motorsport                | B            | [ 27 ]       |
| 2006                     | Renato Martins        | Volkswagen    | RM Competições                | B            | [ 28 ]       |
| 2007                     | Felipe Giaffone       | Volkswagen    | RM Competições                | B            | [ 29 ]       |
| 2008                     | Wellington Cirino     | Mercedes-Benz | ABF Motorsport                | B            | [ 30 ]       |
| 2009                     | Felipe Giaffone       | Volkswagen    | RM Competições                | B            | [ 31 ]       |
| 2010                     | Roberval Andrade      | Scania        | RVR Scania Motorsport         | B            | [ 32 ]       |
| 2011                     | Felipe Giaffone       | Volkswagen    | RM Competições                | B            | [ 33 ]       |
| 2012                     | Leandro Totti         | Mercedes-Benz | ABF Motorsport                | B            | [ 34 ]       |
| 2013                     | Beto Monteiro         | Iveco         | Scuderia Iveco                | B            | [ 35 ]       |
| 2014                     | Leandro Totti         | MAN           | RM Competições                | B            | [ 36 ]       |
| 2015                     | Leandro Totti         | MAN           | RM Competições                | B            | [ 37 ]       |
| 2016                     | Felipe Giaffone       | Volkswagen    | RM Competições                | P            | [ 38 ]       |
| 2017-2021: No se disputó |                       |               |                               |              |              |
| 2021                     | Mário Moraes          | Renault       | Sommi Competición             | S            | [ 39 ]       |
| 2022                     | Rogério Agostini      | Mercedes-Benz | Agostini Racing               | P            | [ 40 ]       |
| 2023                     | Pedro Muffato         | Scania        | Muffatão Racing Team          | P            | [ 41 ]       |
| 2024                     | Rafael Fleck          | Scania        | Dreams Racing Truck - DRT     | P            | [ 42 ]       |
| 2025                     | Disputándose          | Disputándose  | Disputándose                  | Disputándose | Disputándose |

### Campeones Categoría GT-Electrónica
| Año  | Piloto           | Marca         | Equipo                    | Neu.         | Ref.         |
| ---- | ---------------- | ------------- | ------------------------- | ------------ | ------------ |
| 2021 | Mário Moraes     | Renault       | Sommi Competición         | S            | [ 43 ]       |
| 2022 | Rogério Agostini | Mercedes-Benz | Agostini Racing           | P            | [ 44 ]       |
| 2023 | Pedro Muffato    | Scania        | Muffatão Racing Team      | P            | [ 45 ]       |
| 2024 | Rafael Fleck     | Scania        | Dreams Racing Truck - DRT | P            | [ 46 ]       |
| 2025 | Disputándose     | Disputándose  | Disputándose              | Disputándose | Disputándose |

### Campeones Categoría FT-Bomba Injetora
| Año  | Piloto         | Marca        | Equipo                | Neu.         | Ref.         |
| ---- | -------------- | ------------ | --------------------- | ------------ | ------------ |
| 2021 | Felipe Fráguas | Volvo        | Macarrão Truck Racing | S            | [ 47 ]       |
| 2022 | Márcio Rampon  | Scania       | Mevania Racing        | P            | [ 48 ]       |
| 2023 | Márcio Rampon  | Scania       | Mevania Racing        | P            | [ 49 ]       |
| 2024 | Márcio Rampon  | Scania       | Mevania Racing        | P            | [ 46 ]       |
| 2025 | Disputándose   | Disputándose | Disputándose          | Disputándose | Disputándose |

### Campeones Categoría Copa Mercosul GT-Electrónica
| Año                     | Piloto                  | Marca                   | Equipo                    | Neu.                    | Ref.                    |
| Campeonato Sudamericano | Campeonato Sudamericano | Campeonato Sudamericano | Campeonato Sudamericano   | Campeonato Sudamericano | Campeonato Sudamericano |
| ----------------------- | ----------------------- | ----------------------- | ------------------------- | ----------------------- | ----------------------- |
| 2011                    | Felipe Giaffone         | Volkswagen              | RM Competições            | B                       | [ 33 ]                  |
| 2012                    | Leandro Totti           | Mercedes-Benz           | ABF Motorsport            | B                       | [ 34 ]                  |
| 2013                    | Beto Monteiro           | Iveco                   | Scuderia Iveco            | B                       | [ 35 ]                  |
| 2014                    | Leandro Totti           | Volkswagen              | RM Competições            | B                       | [ 36 ]                  |
| Copa Mercosur           |                         |                         |                           |                         |                         |
| 2021                    | Mário Moraes            | Renault                 | Sommi Competición         | S                       | [ 50 ]                  |
| 2022                    | Rogério Agostini        | Mercedes-Benz           | Agostini Racing           | P                       | [ 51 ]                  |
| 2023                    | Pedro Muffato           | Scania                  | Muffatão Racing Team      | P                       | [ 52 ]                  |
| 2024                    | Rafael Fleck            | Scania                  | Dreams Racing Truck - DRT | P                       | [ 46 ]                  |
| 2025                    | Disputándose            | Disputándose            | Disputándose              | Disputándose            | Disputándose            |

### Campeones Categoría Copa Mercosul FT-Bomba Injetora
| Año  | Piloto         | Marca        | Equipo                | Neu.         | Ref.         |
| ---- | -------------- | ------------ | --------------------- | ------------ | ------------ |
| 2021 | Felipe Fráguas | Volvo        | Macarrão Truck Racing | S            | [ 9 ]        |
| 2022 | Túlio Bendo    | Scania       | Bendo Competições     | P            | [ 53 ]       |
| 2023 | Márcio Rampon  | Scania       | Mevania Racing        | P            | [ 54 ]       |
| 2024 | Douglas Collet | Scania       | Bendo Competições     | P            | [ 46 ]       |
| 2025 | Disputándose   | Disputándose | Disputándose          | Disputándose | Disputándose |

## Marcas campeonas
| N.º | Marca         | Total | Años                                     |
| --- | ------------- | ----- | ---------------------------------------- |
| 1   | Scania        | 7     | 1996, 1997, 1998, 2002, 2010, 2023, 2024 |
| 2   | Mercedes-Benz | 6     | 2001, 2003, 2005, 2008, 2012, 2022       |
| 3   | Volkswagen    | 5     | 2006, 2007, 2009, 2011, 2016             |
| 4   | Volvo         | 2     | 1999, 2000                               |
| 4   | MAN           | 2     | 2014, 2015                               |
| 5   | Ford          | 1     | 2004                                     |
| 5   | Iveco         | 1     | 2013                                     |
| 5   | Renault       | 1     | 2021                                     |

## Cobertura televisiva

### Cobertura en Brasil
| Transmissão | Transmissão                        |
| ----------- | ---------------------------------- |
| RedeTV      | Narração: Fernando Zanella         |
| RedeTV      | Narração: Gilmar Pessutto          |
| RedeTV      | Comentários: Luiz Gromowski        |
| RedeTV      | Comentários: Paulo Roberto Cavalli |

| Transmissão | Transmissão                   |
| ----------- | ----------------------------- |
| YouTube     | Narração: Octávio Muniz       |
| YouTube     | Narração: Thiago Fabris       |
| YouTube     | Comentários: Ivar Castagnetti |
| YouTube     | Comentários: Henrique Gava    |

### Otros países
- Colombia: RCN Televisión y RCN HD2
- Portugal: Sport TV
- Reino Unido: BT Sport
- Canadá: Sportsnet
- España: Movistar+
- Hispanoamérica: ESPN y Star+

### Enlaces de transmisión
| Internet (Global) |
| ----------------- |
| YouTube           |
| Motorsport.tv     |
| Facebook          |
| Zoome             |
| Catve.com         |
| Auto Videos       |
| Twitch            |